# Thomaz Koch
Thomaz Koch (Porto Alegre, 11 maggio 1945) è un ex tennista brasiliano.

## Biografia
Vincitore di due medaglie d'oro ai Giochi Panamericani 1967 e primo brasiliano ad aver vinto un torneo del Grande Slam nel doppio misto (il Roland Garros 1975)
Koch è inoltre il tennista brasiliano con più presenze in Coppa Davis (118) nonché il più vincente del suo paese in tale manifestazione con 74 affermazioni di cui 46 in match di singolo.

## Vita privata
Per un periodo fu sposato con la pallavolista Isabel Salgado.

## Risultati

### Titoli singolari dell'era Open (3)
| No. | Data | Torneo             | Superficie | Avversario in finale | Risultato               |
| 1.  | 1969 | Caracas, Venezuela | Terra      | Mark Cox             | 8–6, 6–3, 2–6, 6–4      |
| 2.  | 1969 | Washington, D.C.   | Cemento    | Arthur Ashe          | 7–5, 9–7, 4–6, 2–6, 6–4 |
| 3.  | 1971 | Caracas, Venezuela | Terra      | Manuel Orantes       | 7–6, 6–1, 6–3           |

### Finalista (2)
| No. | Data | Torneo               | Superficie | Avversario in finale | Risultato          |
| 1.  | 1976 | Khartoum, Sudan      | Cemento    | Mike Estep           | 4–6, 7–6, 4–6, 3–6 |
| 2.  | 1976 | Norimberga, Germania | Sintetico  | Frew McMillan        | 6–2, 3–6, 4–6      |

### Titoli doppio (3)
| No. | Data | Torneo             | Superficie | Partner               | Avversari in finale          | Risultato               |
| 1.  | 1971 | Macon, Stati Uniti | Cemento    | Clark Graebner        | Željko Franulović Jan Kodeš  | 6–3, 7–6                |
| 2.  | 1971 | Caracas, Venezuela | Terra      | José Edison Mandarino | Gerald Battrick Peter Curtis | 6–4, 3–6, 6–7, 6–4, 7–6 |
| 3.  | 1975 | Istanbul, Turchia  | Outdoor    | Colin Dibley          | Colin Dowdeswell John Feaver | 6–2, 6–2, 6–2           |

### Doppio misto:  (1)
| Anno | Torneo          | Partner            | Avversari in finale         | Risultato |
| 1975 | Open di Francia | Fiorella Bonicelli | Jaime Fillol Pam Teeguarden | 6–4, 7–6  |